# Kranüchel
Kranüchel ist ein Ortsteil der Gemeinde Much im Rhein-Sieg-Kreis. Die urkundliche Ersterwähnung fand 1502 als Oberste und Unterste Kranüchel statt. Ehemalige anliegende Ortsteile wie Hirtsiefen, Söntgerath und Rothenkreuz wurden in die Ortslage integriert.

## Lage
Kranüchel liegt auf den Hängen des Bergischen Landes. Nachbarorte sind Kreuzkapelle im Nordosten, Senschenhöhe im Osten, Feld im Südosten und Huppenhardt im Westen. Der Ort ist über die Landesstraße 224 erreichbar.

## Einwohner
1843 hatte Kranüchel mit den heute angegliederten Ortschaften 21 Wohnhäuser und 114 Einwohner.
1901 hatte der Weiler Kranüchel 54 Einwohner. Haushaltsvorstände waren Ackerin Witwe Peter Josef sen. Krawinkel, Stellmacher Peter Schönenbrücher, Ackerer Peter Josef Schönenbrücher, Ackerer Peter Schrahe und Ackerer Wilhelm Steeger.